# 太田玉茗
太田 玉茗（おおた ぎょくめい、1871年6月23日（明治4年5月6日） - 1927年（昭和2年）4月6日）は、日本の詩人、小説家。名は伊藤蔵三（のち太田玄綱から三村玄綱と改名）。僧職のかたわら叙情派詩人として知られ、初期新体詩詩人の一人。田山花袋の義兄にあたり、『田舎教師』の献辞に「この書を太田玉茗氏に呈す」とある。

## 来歴
武蔵国埼玉郡（埼玉県行田市）出身。1888年、曹洞専門本校大学林（現・駒澤大学）卒業。1894年7月に東京専門学校文学科卒業、同期に島村抱月、後藤宙外がいる。小学時代に、羽生市の建福寺住職・太田玄瞳の養子となり、12歳で僧籍に入る。1888年（明治21年）から「頴才新誌」に投稿をはじめ田山花袋を知り、雑誌「少年文庫」「文学界」各誌に新体詩をつぎつぎと発表して新体詩人として認められる。1897年（明治30年）田山花袋、柳田國男、国木田独歩、嵯峨の屋おむろらと『抒情詩』を刊行。「花ふゞき」が収録された。真宗勧学院教授に就任。1899年（明治32年）建福寺住職となる。1908年頃、文壇を離れた。1927年（昭和2年）4月6日逝去、56歳。

## 著作
- 「花ふゞき」（『抒情詩』所収）
- 『太田玉茗詩集』（羽生市収蔵）

## 関連文献
- 宮崎湖処子編『抒情詩』 民友社、1897年4月[5]